# Derby calcistici in Belgio
Questa è una lista dei principali derby delle associazioni calcistiche in Belgio.

## Derby nazionali
- Il Clasico: Anderlecht-Standard Liège[1]
- Il Topper: Anderlecht-Club Brugge
- La Battaglia delle Fiandre: Club Brugge-Gent. La sua denominazione deriva dalla Battaglia delle Fiandre, un nome dato a diverse battaglie storiche combattute nella regione, durante la prima guerra mondiale.
- Il Derby di Vallonia: Standard Liège-Charleroi[2][3][4] Si noti che, nonostante siano chiamati derby, queste città distano più di 80 km e Liegi è ad esempio molto più vicina a Bruxelles che a Charleroi. Con Charleroi e Liegi che sono due delle città più importanti della Vallonia, tuttavia, questa rivalità ha ricevuto un nome specifico come derby di Vallonia.

## Derby cittadini
- Derby di Anversa, match per determinare il Ploeg van 't Stad: giocato principalmente tra Antwerp e Beerschot.[5] Anche il Berchem Sport ha una ricca storia e ha giocato molti derby di Anversa, ma attualmente gioca nelle serie inferiori.
- Derby di Bruges: Club Brugge-Cercle Brugge.
- Derby di Bruxelles: RWDM Bruxelles vs. Anderlecht vs. Union SG.[6][7][8] Il derby tra RWDM e Union SG è chiamato "Derby dello Zwanze".
- Derby di Charleroi: Olympic Charleroi-Sporting Charleroi.
- Derby di Gent:  AA Gent vs. Racing Genk.
- Derby di Liegi: RFC Liègeois vs. Standard Liège[9][10]
- Derby di Lier: Lierse vs. Lyra[11]
- Derby di Mechelen: KV Mechelen vs. Racing Mechelen[12]

## Derby regionali
- Derby del Limburgo: Genk-Sint-Truiden[13]
- Derby delle Fiandre Orientali:
  - Gent-Lokeren-Temse[14]
  - Derby del Waasland: Lokeren-Temse-Waasland-Beveren[15][16]/YB SK Beveren[17]
- Derby delle Fiandre occidentali meridionali: Zulte-Waregem-Kortrijk.[18] Ha incluso anche il Roeselare, fino a quando non è fallito nel 2020. Pur non essendo nelle Fiandre occidentali ma appena oltre il confine con l'Hainaut, potrebbe essere incluso anche il Mouscron per la sua vicinanza, in particolare verso Kortrijk (15 km).
- Derby della Provincia di Anversa: Lierse Kempenzonen-KV Mechelen[19][20][21]
- Derby del Denderstreek: Dender-Eendracht Aalst[22]
- Derby del Brabante Fiammingo orientale: OH Leuven-Tienen.